# أوين دودلي إدواردز
أوين دودلي إدواردز (بالإنجليزية: Owen Dudley Edwards)‏ هو مؤرخ أيرلندي، ولد في 27 مارس 1938.

## وصلات خارجية
- أوين دودلي إدواردز على موقع IMDb (الإنجليزية)